# De deugd wordt beloond
De deugd wordt beloond is een volksverhaal uit India.

## Het verhaal
In Almora wonen twee broers, Manindra en Daya, en hun huizen staan tegenover elkaar. Ze zorgen voor hun vee in hun kleine boomgaard. Daya is de oudste en hij werkt hard, Manindra is lui en slaapt graag in de zon. De vrouw van Manindra scheldt haar man uit en zegt dat hij naar zijn broer moet kijken. Manindra antwoordt dan dat overvloed en rijkdom en leven en dood in Gods handen liggen. Manindra's vrouw hoedt op een dag het vee in het bos en ziet dat het gras is gemaaid. Ze knielt en voelt met haar zeis iets hards in de grond, ze graaft en haalt een metalen pot met goud tevoorschijn. Ze stopt de pot terug en bedekt de plek met takken.
De vrouw van Manindra rent naar huis en vertelt haar man over de vondst, maar Manindra wil het goud niet ophalen. Als het voor hen is bestemd, zal God het wel brengen. De vrouw van Manindra loopt naar de vrouw van Daya en vertelt wat er aan de hand is. De vrouw van Daya zegt dat ze de volgende dag mee zal gaan om de pot met goud te halen, ze vertelt Daya als het donker is wat er is gebeurd. Het echtpaar gaat op pad en graaft de pot met goud op, maar wordt aangevallen door een zwerm wespen. Het wespennest zit in de pot en Daya is woedend op de vrouw van zijn broer, die hun een poets heeft gebakken. Hij doet zijn das af en stopt deze in de pot, waarna ze hem naar huis tillen.
Daya en zijn vrouw smijten de pot door de schoorsteen in het huis van Manindra en de vrouw van Manindra wordt wakker van het geluid van de gouden munten. Manindra zegt dan dat god tevreden is en zijn vrouw geeft hem gelijk. De vrouw van Manindra raapt de munten op en verbergt ze. Manindra kijkt toe en draagt nog iets op van de grote dichter Tulsidas.

## Achtergronden
- Het verhaal komt uit Punjab.
- Het verhaal is een satire op de boer die altijd en eeuwig in de weer is om het steeds beter te krijgen en daarbij niet schroomt zijn eigen familie te bedriegen.